# Archilestes californicus
Archilestes californicus es un caballito del diablo de la familia de los caballitos de alas abiertas (Lestidae). El nombre científico está compuesto por la palabra Archilestes, la cual viene del griego archi “viejo o antiguo” debido a la posición filogenética dentro de la familia y lestes “ladrón”, probablemente debido a su naturaleza predatoria, y a la palabra californicus “propia de California”.

## Distribución de la especie
Se extiende sobre todo por California, Estados Unidos, Canadá (Columbia Británica) y raramente por el norte de México.

## Ambiente terrestre
Habita en arroyos lentos, orillas y estanques tranquilos.

## Estado de conservación
No se considera dentro de ninguna categoría de riesgo.